# Catharia
Catharia là một chi bướm đêm thuộc họ Crambidae.

## Các loài
- Catharia pyrenaealis Duponchel, 1843
- Catharia simplonialis Heydenreich, 1851